# Cinfães
Cinfães es una villa portuguesa del distrito de Viseu, Región Norte y comunidad intermunicipal Támega y Sousa, con cerca de 3300 habitantes.

## Geografía
Es sede de un municipio con 241,71 km² de área y 17 731 habitantes (2021), subdividido en 14 freguesias. el municipio limita al norte con los municipios de Marco de Canaveses y Baião, al este con Resende, al sur con Castro Daire y Arouca y al oeste con Castelo de Paiva.

## Demografía
| Gráfica de evolución demográfica de Cinfães entre 1801 y 2021 |
|                                                               |
| Datos según el nomenclátor publicado por el INE portugués.    |

## Freguesias
Las freguesias de Cinfães son las siguientes:
- Alhões, Bustelo, Gralheira e Ramires
- Cinfães
- Espadanedo
- Ferreiros de Tendais
- Fornelos
- Moimenta
- Nespereira
- Oliveira do Douro
- Santiago de Piães
- São Cristóvão de Nogueira
- Souselo
- Tarouquela
- Tendais
- Travanca